# Алов, Аркадий Иванович
Арка́дий Ива́нович А́лов (21 ноября (4 декабря) 1914, дер. Тарасово, ныне Ярославская область, Российская империя — 24 мая 1982, Ленинград, РСФСР, СССР) — советский футболист и тренер. Мастер спорта СССР (1966). Судья всесоюзной категории (18.11.1961).

## Биография
В бытность игроком являлся одним из ведущих футболистов «Динамо» Ленинград 1930—1940-х. В Группе «А»/Первой группе чемпионата СССР в составе «Динамо» провёл 96 игр, забил 25 мячей.
23 мая 1946 года в домашнем матче с «Торпедо» Москва нанёс тяжелейшую травму нападающему «Торпедо» Александру Севидову, который после этого завершил карьеру. Алов первоначально был дисквалифицирован до конца сезона, лишен звания мастера спорта СССР, однако через несколько месяцев получил разрешение играть вновь. В сезоне 1947/48 играл за «Динамо» в чемпионате СССР по хоккею с шайбой.
В 1949—1950 выступал за «Зенит», но провёл за команду всего 10 матчей.
После окончания игровой карьеры окончил школу тренеров при ГОЛИФК имени П. Ф. Лесгафта. Несколько лет работал тренером в ФШМ. Дважды — в 1956—1957 и в 1967 был главным тренером «Зенита», в 1967 был также начальником команды. Тренерская карьеру складывалась у Алова неудачно — в 1967 году команда заняла в чемпионате последнее, 19-е место и только благодаря празднованию 50-летия Октябрьской революции осталась в первой группе «А».
В 1969 году работал главным тренером в «Нефтянике» Фергана.
Судья всесоюзной категории, в 1960—1964 годах провёл 42 матча в классе «А».
Во время Великой Отечественной войны служил в ленинградской милиции. Организатор и участник матчей в блокадном Ленинграде 31 мая и 7 июня 1942 года. В матче 31 мая в составе «Динамо» забил 2 гола в ворота «Н-ского завода». Награждён медалью «За оборону Ленинграда» (1943).
Похоронен на Пороховском кладбище в Санкт-Петербурге.
Алов, Владимир Аркадьевич — сын, футбольный арбитр